# Odorrana supranarina
Odorrana supranarina (japanisch オオハナサキガエル Ōhanasaki-Gaeru) ist eine Froschart, die auf den japanischen Yaeyama-Inseln Ishigaki-jima und Iriomote-jima verbreitet ist. Die Art aus der Familie der Echten Frösche wird als stark gefährdet eingestuft.

## Beschreibung
Die Kopf-Rumpf-Länge beträgt 82–103 mm bei Weibchen und 60–76 mm bei Männchen. Die Nasenlöcher befinden sich näher an der Schnauze als an den Augen. Odorrana supranarina ist größer als die Schwesterart Odorrana narina, ähnelt ihr aber ansonsten im Aussehen. Der dreieckige Kopf ist länger als breit. Eine schwach ausgeprägte dorsolaterale Falte sowie eine über dem Tympanum (Trommelfell) ist vorhanden. Die dorsale Färbung ist variabel und reicht von hellbraun bis grünlich braun. Rücken, Brust und Bauch sind glatt, wohingegen die Rumpfseiten eine raue Haut haben. Die Hinterbeine sind etwa 2,5 Mal so lang wie die Vorderbeine. Zwischen den Fingern finden sich keine Schwimmhäute, jedoch zwischen den Zehen. Die Männchen haben paarige Schallblasen und Stimmöffnungen in den Mundwinkeln. Die Kaulquappen sind relativ schlank und werden rund 5 cm lang.

## Vorkommen
Das Verbreitungsgebiet erstreckt sich über die beiden Yaeyama-Inseln Ishigaki-jima und Iriomote-jima, wo die Frösche zwischen 50 und 450 m Höhe vorkommen. Eine sympatrisch vorkommende Schwesterart ist Odorrana utsunomiyaorum, die jedoch kleiner ist und kürzere Hinterbeine aufweist. Odorrana supranarina kommt im Gegensatz zu dieser zudem nicht nur entlang von Gebirgsbächen vor, sondern auch in Wäldern an Flussufern direkt außerhalb der Mangrovenvegetation und damit in tiefliegenden Gebieten.

## Lebensweise
Das Paarungsverhalten ähnelt dem von Odorrana narina, jedoch findet die Paarungszeit früher statt. Sie liegt je nach Population zwischen Anfang Oktober und Ende März, hauptsächlich findet sie jedoch zwischen Ende Dezember und Anfang Januar statt. Als Laichplätze dienen Wasserbecken in den Bergen und Quelltümpel entlang von Bächen. Der Laich umfasst jeweils etwa 1100 Eier, die einen Durchmesser von 2,6 bis 2,9 mm aufweisen. Er wird unter Wasser an Steinen und Laub angebracht.

## Gefährdung und Schutz
Die International Union for Conservation of Nature (IUCN, „Weltnaturschutzunion“) stuft die Art als stark gefährdet ein und den Populationstrend als abnehmend. Auf der nationalen Roten Liste gefährdeter Arten Japans von 2020 wird sie dagegen als potentiell gefährdet eingestuft. Die Hauptbedrohung ist der Verlust und die Beeinträchtigung von Lebensräumen durch Abholzungen und den Straßen- und Siedlungsbau, insbesondere auf Ishigaki-jima.
Teile der Inseln gehören zum Iriomote-Ishigaki-Nationalpark, der 1972 auf Iriomote-jima ausgewiesen und 2007 um Gebiete auf Ishigaki-jima erweitert wurde. Er umfasst fast 22.000 Hektar Landfläche. Die Inseln Amami-Ōshima, Tokunoshima, Iriomote und der nördliche Teil der Insel Okinawa stehen darüber hinaus seit 2021 auf der Liste des UNESCO-Weltnaturerbes.

## Systematik
Odorrana supranarina ist eine Art aus der Familie der Echten Frösche (Ranidae). Sie wurde 1994 von Masafumi Matsui unter dem Namen Rana supranariana wissenschaftlich erstbeschrieben. Als Typenfundort wurde der Fluss Maira (24°19′N, 123°53′O), nahe Komi in der Gemeinde Taketomi auf Iriomote-jima angegeben.
In Japan endemische Arten der Gattung Odorrana umfassen neben O. supranarina auf den Yaeyama-Inseln noch O. utsunomiyaorum und im Norden der Insel Okinawa O. narina und O. ishikawae sowie O. splendida und O. amamiensis auf Amami-Ōshima. Auf der nahegelegenen Insel Taiwan findet sich zudem die morphologisch ähnliche Art O. swinhoana. O. supranarina ist näher mit O. narina und O. amamiensis verwandt als mit der sympatrisch vorkommenden Schwesterart O. utsunomiyaorum. Für den Vorfahr von O. ishikawae und O. splendida wird geschätzt, dass dieser vor 7,9 bis 18,0 Millionen Jahren im mittleren Miozän auf die noch mit dem asiatischen Kontinent verbundenen, heutigen Ryūkyū-Inseln vordrang, während sich der Vorfahr der anderen auf den Inseln vorkommenden Arten vermutlich von denen auf dem asiatischen Kontinent im späteren Miozän vor etwa 5,4 bis 12,3 Millionen Jahren trennte.